# Пикарт, Питер
Пи́тер Пи́ка́рт (нидерл. Pieter Picart; 1668, Амстердам, Республика Соединённых провинций — 1737, Санкт-Петербург, Российская империя) — голландский гравёр, мастер офорта и резцовой гравюры на меди, большую часть своей жизни работавший в России.

## Биография
Пикарт обучался искусству гравирования в Голландии в мастерской своего отчима Адриана Шхонебека. Был нанят на работу в России царём Петром I в Амстердаме в 1698 году во время Великого посольства. В 1702 году переехал в Москву, где был принят на работу в Оружейную Палату помощником Шхонебека.

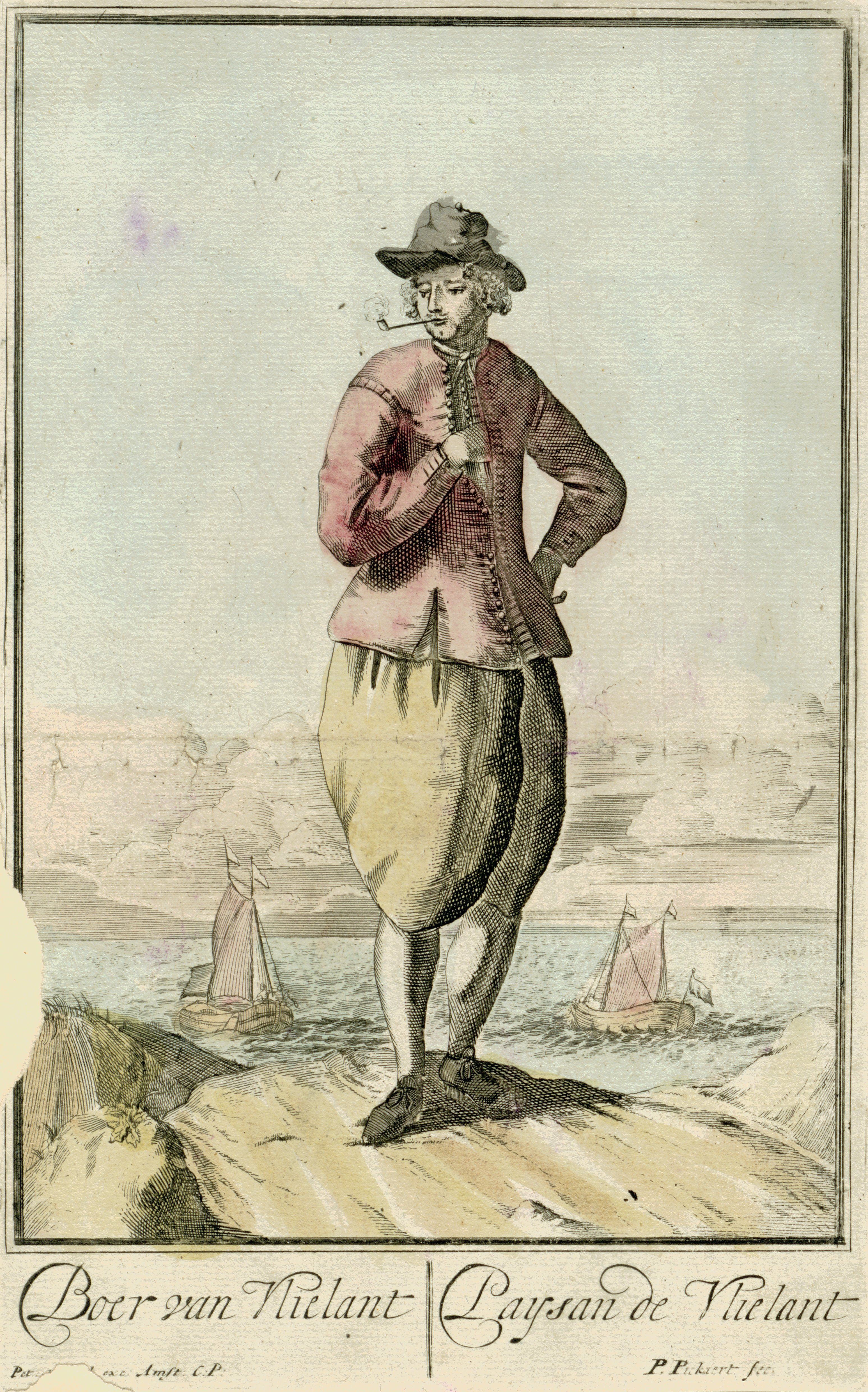
Фермер из Влиланта. Из серии «Традиционные голландские костюмы». По рисункам Питера ван ден Берге. Между 1689 и 1713. Офорт, акварель

С 1705 года Пикарт руководил гравировальной мастерской Оружейной Палаты. Через три года Пикарт был переведён на работу в гравировальную мастерскую при Московском Печатном Дворе. С 1714 по 1727 год работал в Санкт-Петербургской типографии. Обучал русских мастеров, среди которых выделялись Иван Фёдорович Зубов и Алексей Иванович Ростовцев.
После упразднения Санкт-Петербургской типографии (1727) Пикарту была назначена пенсия от Синода.

## Творчество
Областью художественной деятельности Пикарта была оригинальная гравюра в техниках офорта и резца по меди. Сочетание офорта и резца, характерное для эпохи петровского барокко, было усвоено многими русскими учениками Пикарта и стало отличительной чертой «петровской гравюры».
За время пребывания в России мастер выполнил более пятидесяти произведений, из них лучшими работами мастера считаются конные портреты А. Д. Меншикова (около 1707) и Петра I (совместно с А. Ф. Зубовым, 1707—1721), «Полтавская баталия» (1710), «Вид Полтавского сражения» с конным портретом Петра I (совместно с А. Ф. Зубовым, 1715), портрет Петра I в полный рост на постаменте с изображением сражений, в окружении портретов русских князей и царей (1717).
В 1705 году Питер Пикарт и Адриан Шхонебек награвировали в Москве карту «Королевства Польского и Великого княжества Литовского». Широко известна и монументальная панорама «Вид Москвы из Замоскворечья» (1708) из собрания Государственного исторического музея, а также «Вид Санкт-Петербурга» (1714). Произведения мастера хранятся во многих музеях, среди которых — Государственный Русский музей, Государственный Эрмитаж, ГМИИ им. А. С. Пушкина и другие.

## Гравюры Питера Пикарта. Офорт, резец

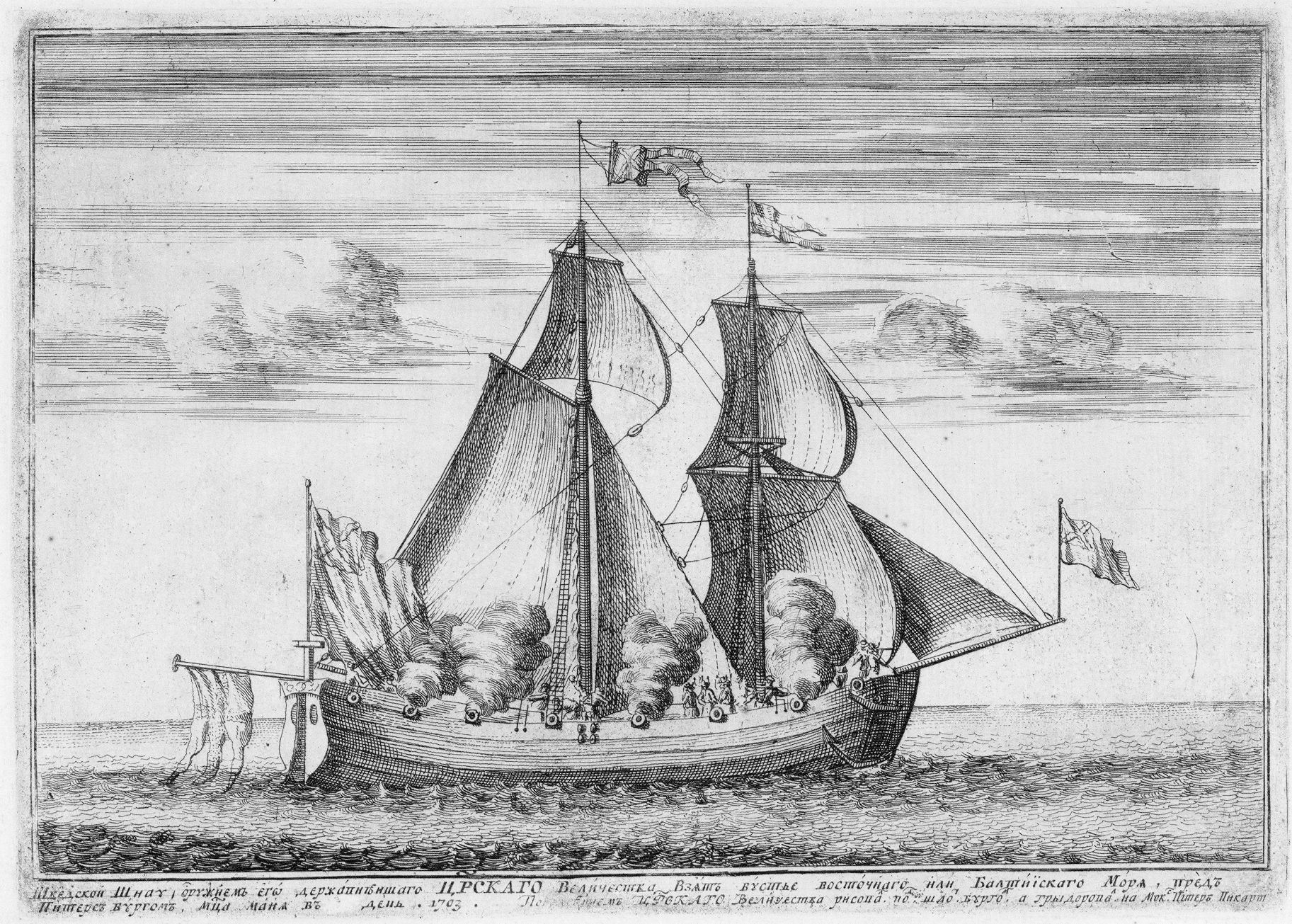
Шведская шнява «Астрильд». 1703
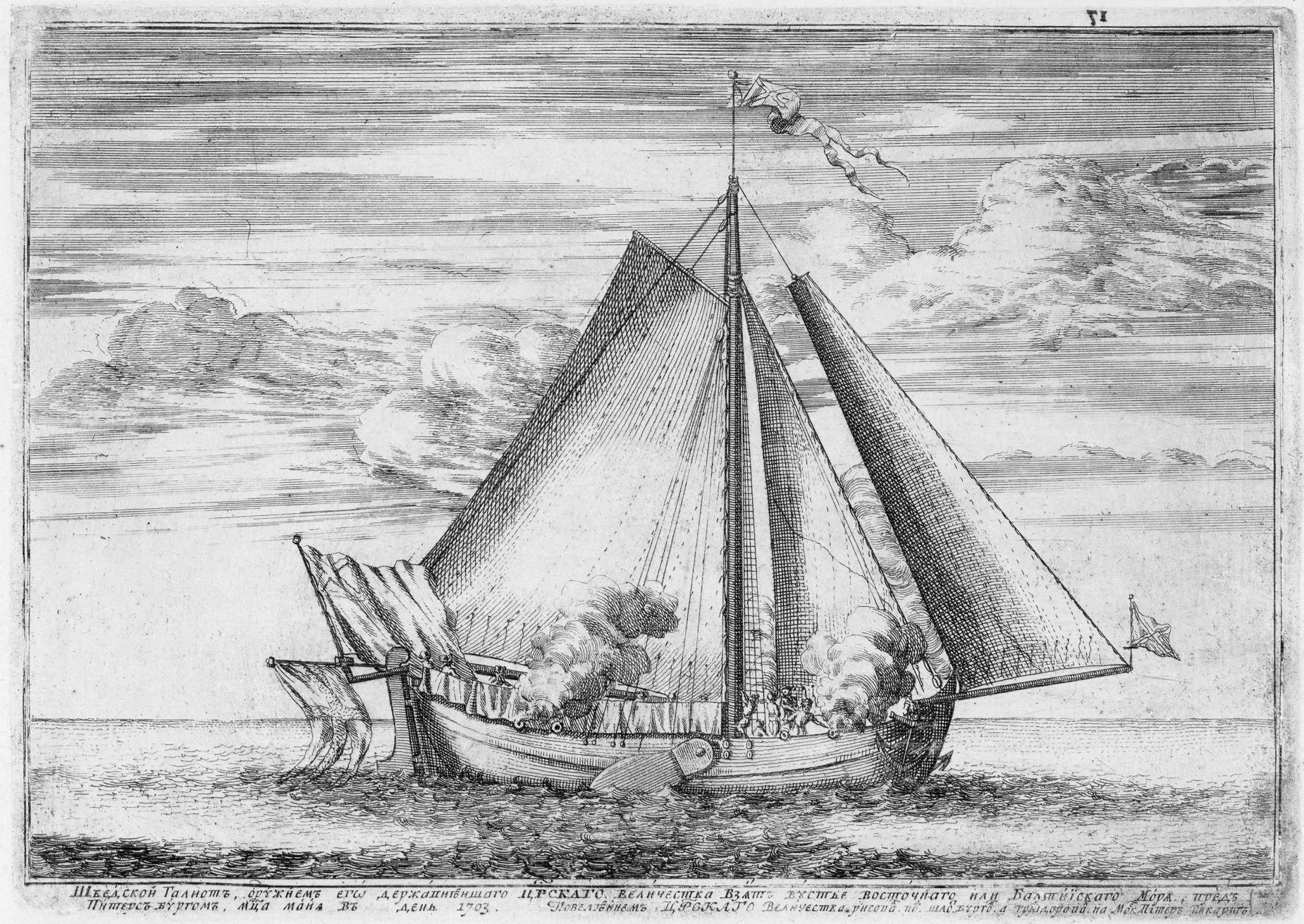
Шведский галеот «Гедан». 1703
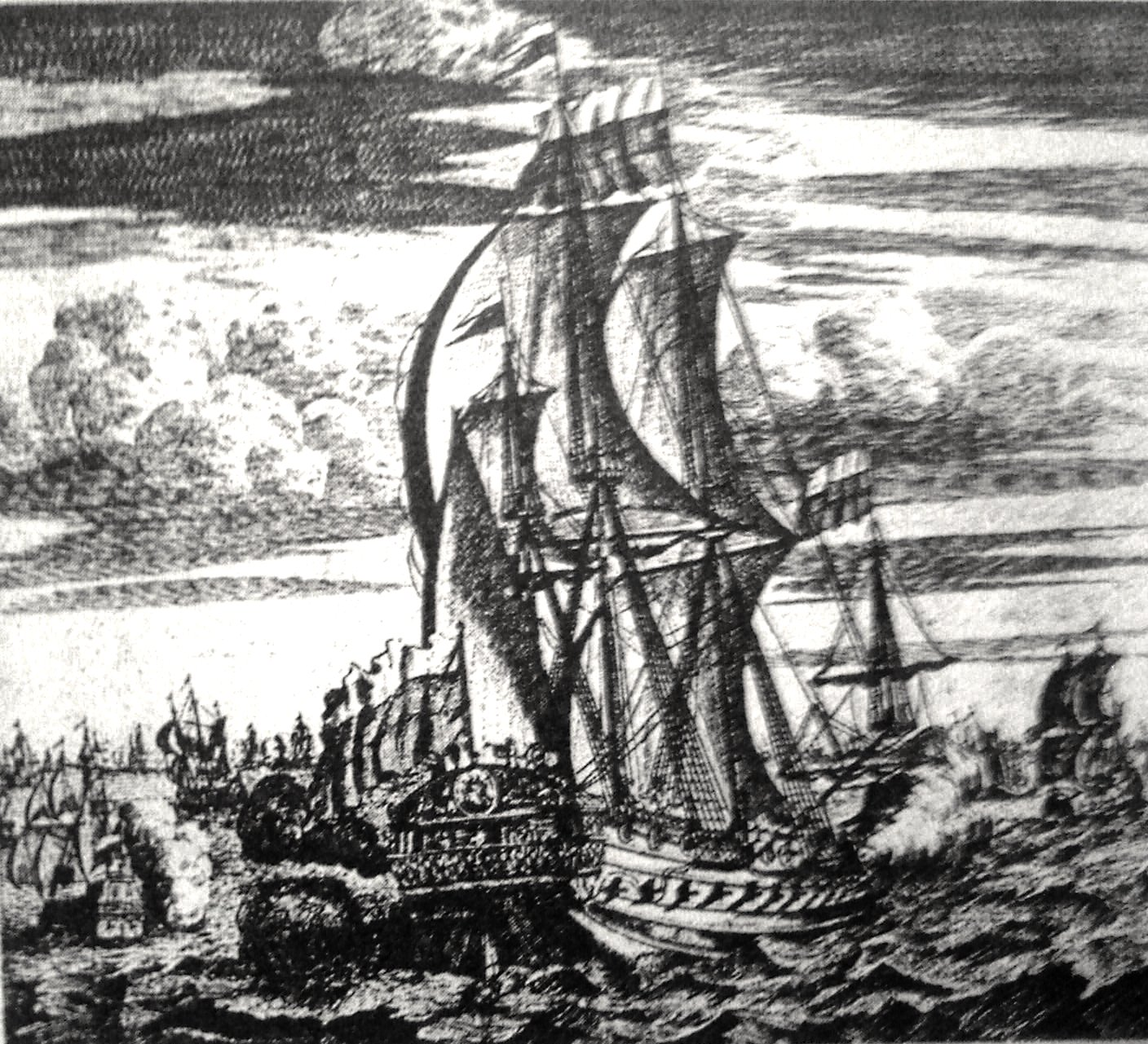
«Гото Предестинация»
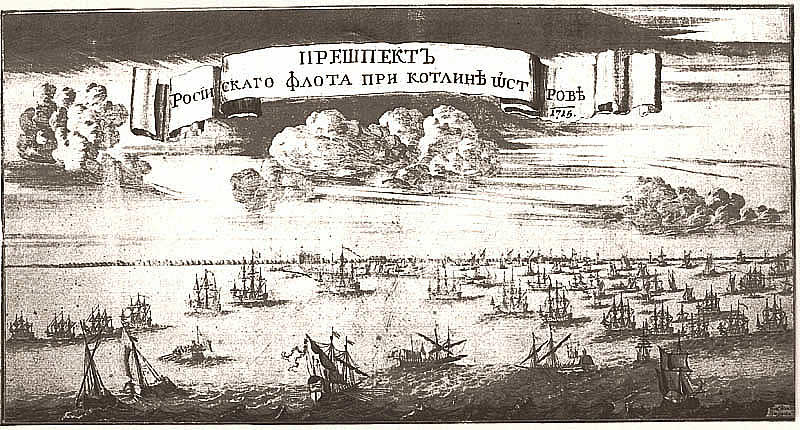
Прешпект российского флота при Котлине острове. 1715
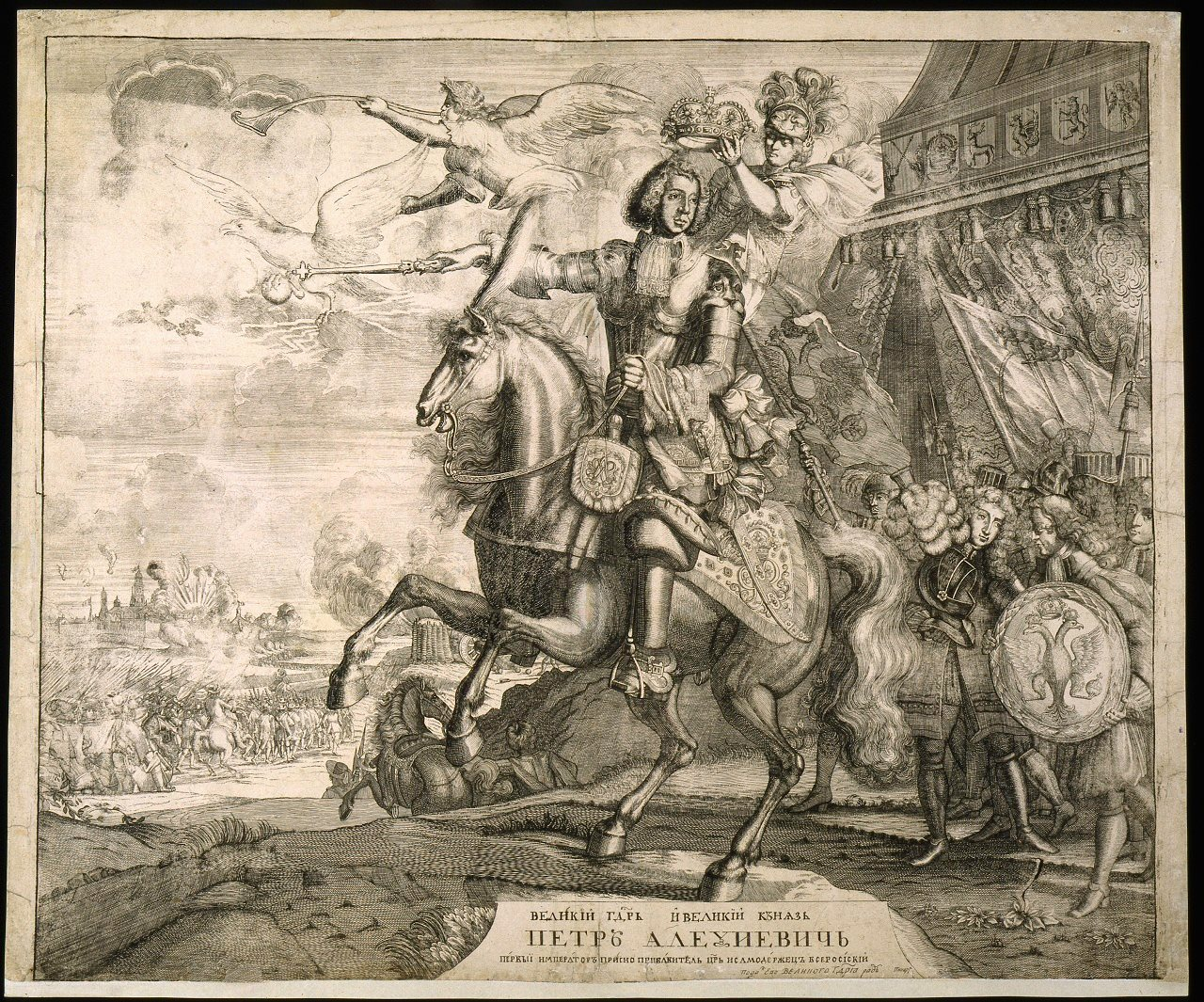
Конный портрет царя Петра Алексеевича на фоне баталии. Около 1707
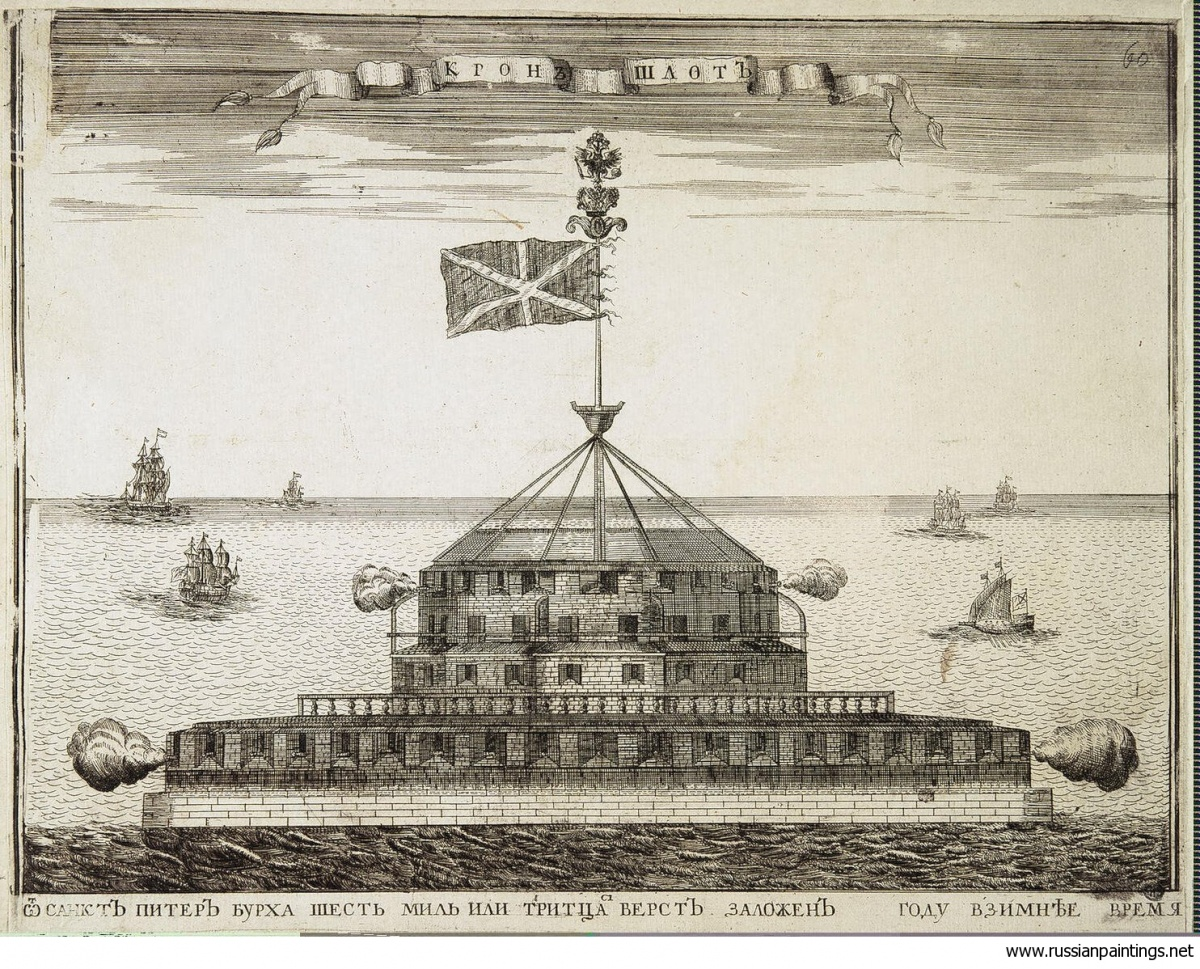
Форт «Кроншлот» около Санкт-Петербуга. Бой со шведами. 1705
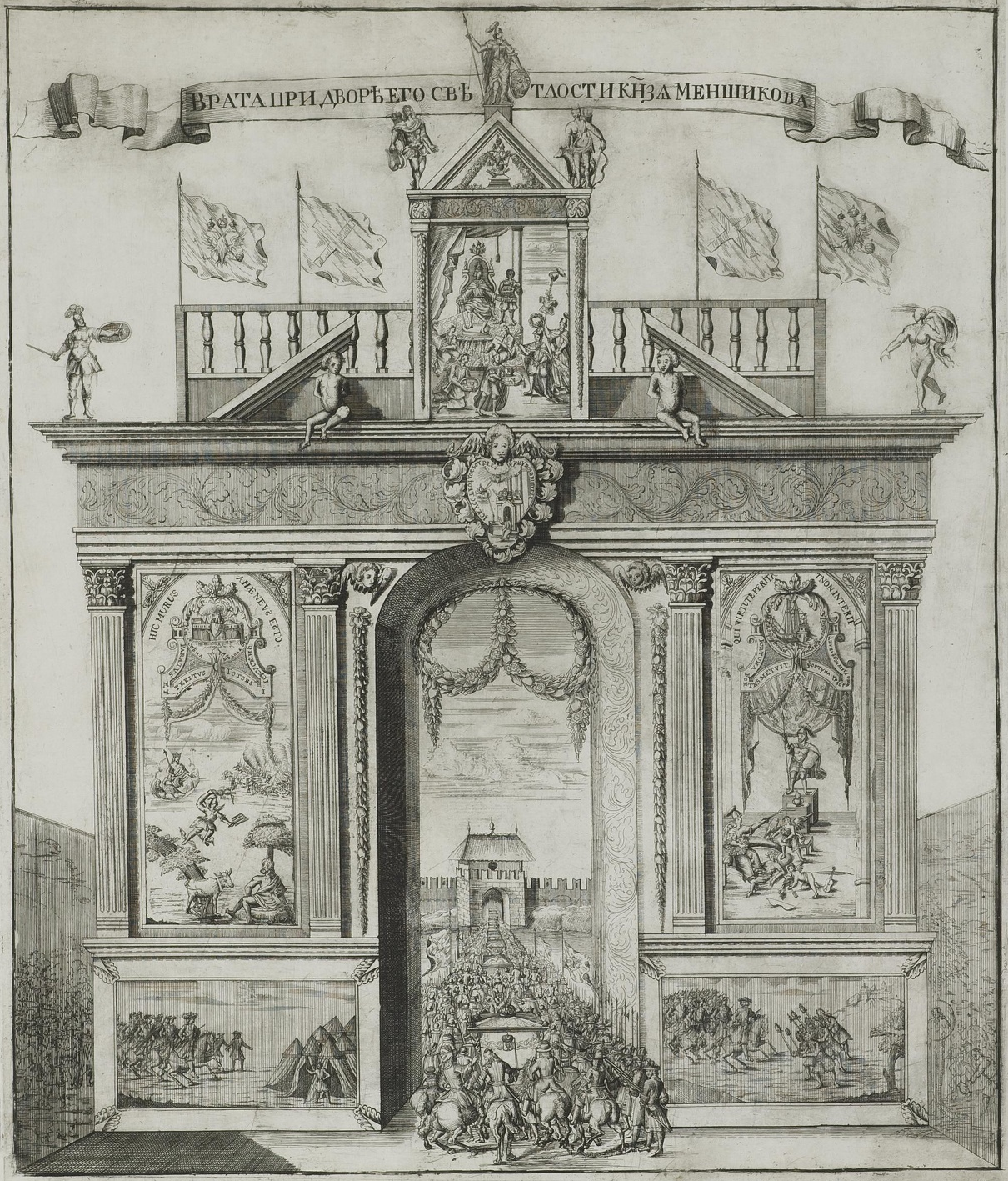
Триумфальные ворота при дворе его светлости князя Меншикова. 1710
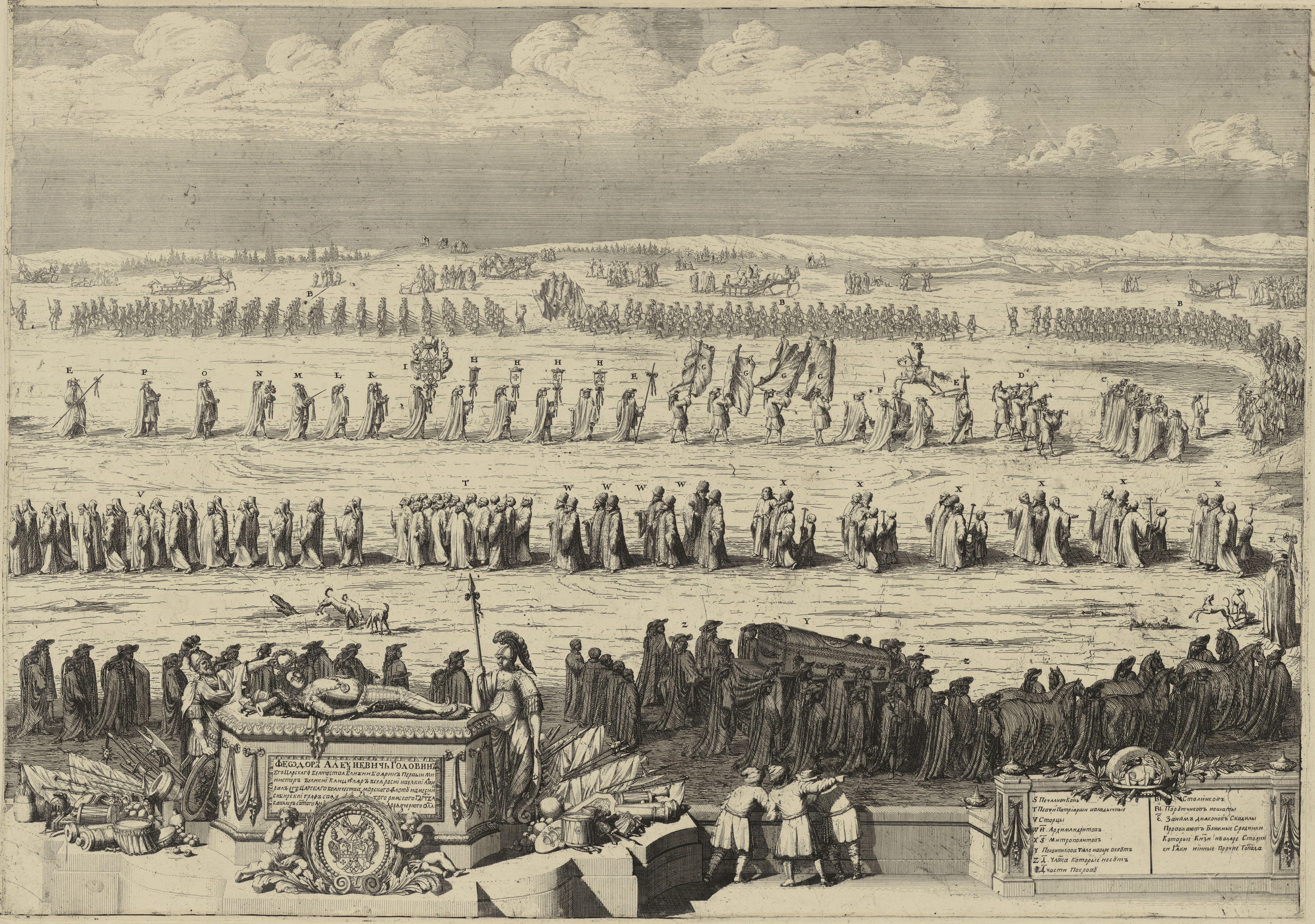
Символические похороны генерал-фельдмаршал Ф. А. Головина. Между 1707 и 1725